# Razón anarmónica

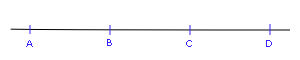
Las divisiones se suponen regulares. La relación de C,D a A,B es:.

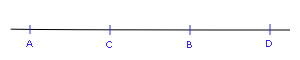
Las divisiones se suponen regulares. La relación de C,D a A,B es:.

La razón anarmónica o razón doble es una poderosa herramienta en geometría, especialmente en geometría proyectiva. El nombre de razón anarmónica fue creado por Michel Chasles, pero la noción se remonta a Papo de Alejandría.

## Razón anarmónica de cuatro puntos
Si A, B, C y D son cuatro puntos distintos de una línea recta (d), relacionados por una razón doble, o relación anarmónica entre (A, B) y (C, D), entonces se establece una relación entre sus medidas algebraicas tal que:
{\displaystyle r={\frac {\frac {\overline {\mathrm {CA} }}{\overline {\mathrm {CB} }}}{\frac {\overline {\mathrm {DA} }}{\overline {\mathrm {DB} }}}}}
Es esencial tener en cuenta que no necesariamente se conoce el orden de los puntos y que, de acuerdo con las posibles permutaciones, la razón doble entre ellos podría tener 4! = 24 valores, aunque solo seis de ellos son distintos entre sí:
{\displaystyle ~r;1-r;{\frac {1}{r}};{\frac {1}{1-r}};1-{\frac {1}{r}};{\frac {1}{1-{\frac {1}{r}}}}}
Estas transformaciones forman un grupo isomorfo al grupo simétrico {\displaystyle {\mathfrak {S}}_{3}}.
Esto se explica de la siguiente manera. Las permutaciones (distintas de la identidad) que dejan la razón doble invariable son
{\displaystyle (AB)(CD)\quad (AC)(BD)\quad (AD)(BC)}
(reconocibles por su descomposición en producto de ciclos de soporte disjuntos). Forman un subgrupo normal de {\displaystyle {\mathfrak {S}}_{4}}, isomorfo a grupo de Klein, y en este caso un grupo cociente.

## Propiedades
Esta relación numérica es independiente de la marca elegida a la derecha (d) y de la unidad de longitud elegida.
Es fácil ver que si se cambian al mismo tiempo A/B y C/D, no se modifica la relación anarmónica.
Esta relación permanece invariante para muchas transformaciones geométricas, como isometrías, semejanzas o transformaciones afines. La inversión polar también preserva la relación anarmónica de cuatro elementos de una estructura unidimensional.
Así mismo, permanece invariante para homografías, como la perspectiva cónica.
Si C es el centroide de (A, a) y (B, b) y si D es el de (A, a') y (B, b') entonces su relación anarmónica es
 
{\displaystyle {\frac {ab'}{a'b}}}
Esto explica por qué una transformación que preserva los centros de gravedad también preserva las relaciones anarmónicas. [Nota: la notación (X, x) indica que el punto situado en la abcisa X, tiene un peso x]
| Ejemplo numérico |
| Sean los puntos sobre una recta con las abcisas siguientes: - {\displaystyle A=0\,;B=12} y sean los valores siguientes sus pesos: - {\displaystyle a=4\,;b=6} - {\displaystyle a'=1\,;b'=2} COMPROBACIÓN: Se calculan las abcisas de los puntos {\displaystyle C} y {\displaystyle D}, baricentros de los puntos con los pesos dados: - {\displaystyle C=[{\text{baricentro}}(A,a)\,;(B,b)]={\frac {4\cdot 0+6\cdot 12}{4+6}}={\frac {72}{10}}=7,2} - {\displaystyle D=[{\text{baricentro}}(A,a')\,;(B,b')]={\frac {1\cdot 0+2\cdot 12}{1+2}}={\frac {24}{3}}=8} Calculando la razón anarmónica de {\displaystyle (ACDB)}, se tiene que: - {\displaystyle r={\frac {DA/DB}{CA/CB}}={\frac {8/(12-8)}{7,2/(12-7,2)}}={\frac {2}{3/2}}=4/3} Por otro lado, calculando la relación entre los pesos - {\displaystyle p={\frac {a\cdot b'}{a'\cdot b}}={\frac {4\cdot 2}{1\cdot 6}}={\frac {8}{6}}=4/3} comprobándose la igualdad {\displaystyle (p=r)} dada para el ejemplo dado. |

## Razón anarmónica de cuatro rectas concurrentes
Un resultado importante en la geometría proyectiva es que una proyección central conserva la relación anarmónica. Permite afirmar que en la figura adjunta que las relaciones anarmónicas de (A, B, C, D) y (A', B', C', D') son iguales sean cuales sean las líneas que llevan la serie de cuatro puntos (Una demostración es posible usando el teorema de Thalès varias veces).
Como esta relación es independiente de la posición de la recta secante respecto a las cuatro líneas rectas, esta relación depende únicamente de la posición relativa de las cuatro líneas rectas concurrentes. A continuación se define la razón anarmónica de las cuatro rectas:
{\displaystyle (d_{\mathrm {A} },d_{\mathrm {B} };d_{\mathrm {C} },d_{\mathrm {D} })}
De hecho, se demuestra que esta relación es igual a:
{\displaystyle {\frac {\frac {\sin {\mathrm {COA} }}{\sin {\mathrm {COB} }}}{\frac {\sin {\mathrm {DOA} }}{\sin {\mathrm {DOB} }}}}},
lo que explica que la razón doble es independiente del corte transversal seleccionado.

## División armónica
Cuando la razón anarmónica es igual a -1, se dice que los cuatro puntos forman una cuaterna armónica. El punto D se llama conjugado de C con respecto a A y B. Se puede probar que C también es el conjugado de D con respecto a estos mismos puntos.
Ejemplo 1: Secuencia armónica
- El punto de abscisa {\displaystyle {\frac {1}{3}}} es el conjugado del punto de abscisa {\displaystyle 1} con respecto a los puntos de abscisas {\displaystyle 0} y {\displaystyle {\frac {1}{2}}}.

- El punto de abscisas {\displaystyle {\frac {1}{4}}} es el conjugado del de abscisas {\displaystyle {\frac {1}{2}}} con respecto a los puntos de abscisas {\displaystyle 0} y {\displaystyle {\frac {1}{3}}}.

- En general, el punto de abscisa {\displaystyle {\frac {1}{n+2}}} es el conjugado del punto de abscisa {\displaystyle {\frac {1}{n}}} con respecto a los puntos de abscisas {\displaystyle {\frac {1}{n+1}}} y {\displaystyle 0}.

- Se define así la secuencia de números {\displaystyle 1,{\frac {1}{2}},{\frac {1}{3}},{\frac {1}{4}}} ... llamada progresión armónica que se utiliza en la música para definir una escala musical armónica.

Ejemplo 2: Media armónica
- El conjugado de {\displaystyle 0} con respecto a {\displaystyle x} e {\displaystyle y} es la media armónica de {\displaystyle x} e {\displaystyle y}:

{\displaystyle {\frac {2}{{\frac {1}{x}}+{\frac {1}{y}}}}}
Ejemplo 3: Baricentro
- Si C es el baricentro de (A, a) y (B, b), su conjugado con respecto a A y B es el baricentro de (A, -a) y (B, b) [Nota: la notación (X, x) indica que el punto situado en la abcisa X, tiene un peso x, peso que en este caso también puede ser negativo]

(Para otros ejemplos, véase cuaterna armónica)

## Razón doble, longitudes, ángulos y áreas

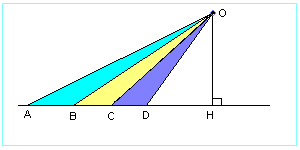
Diagrama de triángulos enlazados por una razón anarmónica

Además de su importancia en términos de la razón doble de rectas orientadas, la razón anarmónica también puede definirse para ángulos y áreas orientadas. Por ejemplo en el diagrama adjunto, el área de los distintos triángulos se puede expresar de dos maneras:
Por ejemplo, para OAB se tiene que
{\displaystyle {\frac {1}{2}}\times \mathrm {OH} \times \mathrm {AB} ={\frac {1}{2}}\times \mathrm {OA} \times \mathrm {OB} \times \sin({\widehat {\mathrm {AOB} }})}.
Por lo tanto, después de simplificar la expresión por OH2 o OA×OB×OC×OD, se produce la igualdad de tres razones anarmónicas: de longitudes, de áreas y de los senos.

## Razón anarmónica en una circunferencia
La propiedad de la razón doble del seno es una consecuencia de que los 6 puntos ABCDMP pertenecen a la misma circunferencia. Los ángulos {\displaystyle {\widehat {\mathrm {AMB} }}} y {\displaystyle {\widehat {\mathrm {APB} }}} siendo suplementarios, sus senos son iguales. La razón doble de las rectas M (ABCD) es igual a la de las rectas P (ABCD). Por lo tanto, se puede hablar de la razón doble de 4 puntos en una circunferencia. Se demuestra en la geometría proyectiva (sin recurrir a los senos) que esta propiedad es cierta para cualquier cónica (dada una cónica, si ABCDM son fijos y P pertenece a la cónica, entonces la razón doble P (ABCD) es constante para cualquier P).
Esto indica que la inversión de cuatro puntos alineados, EFGH, con centro en M, mantiene la razón doble en su imagen ABCD, que también es concíclica.

## Teoremas de división armónica de Ceva y de Menelao
El teorema de Ceva y el teorema de Menelao están conectados por una relación armónica.
Los dos teoremas implican dos relaciones:
{\displaystyle {\frac {\overline {\mathrm {BD} }}{\overline {\mathrm {DC} }}}\cdot {\frac {\overline {\mathrm {CE} }}{\overline {\mathrm {EA} }}}\cdot {\frac {\overline {\mathrm {AF} }}{\overline {\mathrm {FB} }}}=1} y {\displaystyle {\frac {\overline {\mathrm {D'B} }}{\overline {\mathrm {D'C} }}}\cdot {\frac {\overline {\mathrm {EC} }}{\overline {\mathrm {EA} }}}\cdot {\frac {\overline {\mathrm {FA} }}{\overline {\mathrm {FB} }}}=1}.
lo que, después de su simplificación, lleva a:
{\displaystyle {\frac {\frac {\overline {\mathrm {DB} }}{\overline {\mathrm {DC} }}}{\frac {\overline {\mathrm {D'B} }}{\overline {\mathrm {D'C} }}}}=-1},
que expresa que los puntos D y D' dividen el segmento [BC] de acuerdo con una cuaterna armónica.
Esta propiedad permite generalizar la construcción del conjugado de D con respecto a BC, teniendo un punto arbitrario A fuera de (BC) y un punto M arbitrario en (AD).

## Variable compleja
DEF: sean α, β, γ y δ cuatro números complejos distintos dos a dos. La razón doble o razón anarmónica entre ellos se define como: 
{\displaystyle [\alpha ,\beta ,\gamma ,\delta ]={\frac {(\alpha -\gamma )(\beta -\delta )}{(\alpha -\delta )(\beta -\gamma )}}\cdot }

- Propiedad: cuatro puntos α, β, γ y δ son cíclicos o alineados si y solo si [α, β, γ, δ] ∈ ℝ.

- Propiedad: existe una relación de Chasles multiplicativa mediante razones anarmónicas que implican cinco números a, b, c, d, e, tal que {\displaystyle [a,b,c,d]\times [a,b,d,e]=[a,b,c,e]}. Los números a y b no cambian, el número d hace de intermediario entre c y e. Un simple desarrollo de la expresión permite comprobarlo.

- Propiedad: véase la llamativa fórmula de las seis razones dobles, incluida por Daniel Perrin en la obra Géométrie analytique classique, citada en la bibliografía.